# Classe Grande Africa
La classe Grande Africa è un gruppo di navi portacontainer gemelle appartenenti alla compagnia Grimaldi Napoli.
Fanno parte della classe le navi Grande Africa, Grande America, Grande Atlantico, Grande Amburgo, Grande Argentina, Grande Brasile, Grande Buenos Aires, Grande Francia, Grande Nigeria e Grande San Paolo.

## Incidenti
Nell'agosto 2003 la nave Grande Nigeria si scontrò con una nave car carrier all'imboccatura del porto di Anversa, provocando danni ad entrambe le navi e la chiusura del porto.
L'11 marzo 2019, nella nave Grande America è scoppiato un incendio al largo del Finistère, nel nord-ovest della Francia, che ne ha causato l'inabissamento il giorno successivo, a circa 180 miglia nautiche dalle coste bretoni, in una zona in cui le acque arrivano a 4.600 metri di profondità.